# Štuko
Štuko je naziv za smjesu gipsa ili mramorne prašine, vapna, zemlje (pozzollana), od koje se od vremena klasične antike pravila podloga za zidne slike, ili se upotrebljavala za izradu reljefnih ukrasa arhitekture. 
Ponekad je upotrebljavan i kao samostalni kiparski materijal.
Često koristio u rimskoj, bizantskoj i islamskoj, te osobito često u baroknoj umjetnosti.